# رز کاج
رز کاج(نام علمی: Rosa pinetorum) نام یک گونه از سرده رز است.